# 德卡茲島
66°26′S 67°20′W / 66.433°S 67.333°W
德卡茲島（Decazes Island），是南極洲的島嶼，位於比斯科群島西南端，處於貝爾丁島西南面2.4公里，長0.8公里，由讓-巴蒂斯特·夏古率領的法國探險隊繪入地圖，現時由南極條約體系管理。